# 지리산의 성난 토끼들
"지리산의 성난 토끼들"은 한국에서 제작된 임정수 감독의 1988년 영화이다. 정승규 등이 주연으로 출연하였고 이태재 등이 제작에 참여하였다.

## 출연

### 주연
- 정승규
- 신철

## 기타
- 원작자: 오영석
- 조명: 김윤덕